# Malthodes maurus
Malthodes maurus (лат.) — вид жуков-мягкотелок из подсемейства Malthininae.
Имаго длиной 3,5—4 мм. Тело чёрное. Усики совсем тёмные. Переднеспинка иногда с красно-жёлтыми передним и задним краями, иногда по бокам красноватая. Надкрылья без жёлтого вершинного пятна. Вершина бёдер и основание голеней буро-жёлтые.
Жуки характеризуются следующими признаками: 1) третий от конца брюшной тергит самцов с каждой стороны вытянут горизонтально в длинную лопасть, которая заходит за последние два тергита и оканчивающаяся загнутой привеской; 2) последний брюшной тергит очень длинный, на конце с небольшой выемкой.

## Синонимы
В синонимику вида входят следующие биномены:
- Malthinus maurus Laporte de Castelnau, 1840basionym
- Malthodes atrostylus Pic, 1914
- Malthinus carbonarius Waltl, 1838
- Malthodes distans Thomson, 1864
- Malthodes profanus Kiesenwetter, 1852
- Malthinus unicolor Dufour, 1851